# Vincenzo Bianchi
Vincenzo Bianchi (Fontana Liri,  28 maggio 1939), è un pittore, incisore, scultore, orafo italiano.

## Biografia
Vincenzo nasce a Fontana Liri, in provincia di Frosinone, il 28 maggio 1939, da Mariano e Savina Di Marco. 
La sua infanzia è segnata presto dal contatto con l’ambiente educativo: a soli cinque anni entra al Convitto di Grottaferrata, per poi trasferirsi a Veroli, nel collegio fondato da Don Remigio d’Errico. Il sacerdote foggiano, animato da un’autentica vocazione pedagogica, raccoglie attorno a sé centinaia di bambini rimasti orfani a causa della guerra o provenienti da famiglie numerose e prive di mezzi. L’ex seminario estivo del Settecento, inizialmente abbandonato e via via trasformato, prende il nome di “Città Bianca”: un luogo che diventa simbolo di accoglienza e di formazione, modellato sugli ideali dell’Opera dei Pastori e sull’esperienza salesiana.
Gli anni della giovinezza si intrecciano con lo studio al Convitto dell’Istituto tecnico “G. e M. Montani” di Fermo. Qui incontra docenti che lasciano in lui un segno profondo, tra cui Don Tommaso Mariucci, destinato a diventare latinista di fama internazionale e traduttore dei testi papali di tre pontefici,  Giovanni XXIII, Paolo VI e Giovanni Paolo II, nonché vescovo di Camerino e capo ufficio della Segreteria di Stato per i testi latini. Per Vincenzo l’incontro con Mariucci non è soltanto accademico, ma rappresenta un’occasione di confronto con una figura che incarna rigore, passione e dedizione alla cultura.
La creatività di Vincenzo trova terreno fertile in un percorso formativo che si discosta dai canoni tradizionali. La sperimentazione diventa la sua cifra: grafica, scultura, pittura, tutte le arti si offrono come linguaggi da esplorare con uno sguardo sempre nuovo. Inizia la carriera di insegnante nei corsi di avviamento professionali, per poi passare alle Scuole Medie, agli Istituti Industriali e al Liceo Artistico, dove da assistente approda alla cattedra. Il cammino lo conduce all’Istituto d’Arte e alle Accademie di Belle Arti di Catanzaro, Frosinone e Urbino, come docente di pittura e scultura. La sua autorevolezza lo porta a dirigere l’Accademia di Belle Arti di Macerata e, successivamente, a Firenze, dove per venticinque anni tiene la Prima Cattedra di Scultura, segnando con la sua presenza un’intera generazione di artisti.
La carriera di Vincenzo Bianchi è costellata di riconoscimenti che ne attestano il respiro internazionale. In Canada viene nominato Counsellor of Fine Arts della National University di Toronto; a New York riceve il titolo di Doctorem Honoris Causa in Fine Arts dall’Universitas Internationalis Studiorum Superiorum Pro Deo. A Zurigo l’International Institute of Arts gli conferisce un attestato di merito, mentre in Grecia, alla Biennale Europea di Delphi, gli viene consegnata la Medaglia d’oro del Centro Europeo Iniziative Culturali.
Il suo prestigio si estende fino a Mosca, dove diventa socio onorario dell’Accademia delle Arti della Confederazione russa e riceve una Laurea honoris causa dall’Accademia delle Belle Arti. In Romania è Presidente onorario della Fondazione Costantin Brancusi e vicedirettore della Fondazione Mihai Eminescu di Craiova. In Giappone, la città di Niigata gli dedica addirittura un premio di pittura a suo nome.
Nel 2007 l’Accademia Internazionale “Mihai Eminescu” e la Fondazione Europea omonima di Craiova, in Romania, gli conferiscono un prestigioso premio internazionale per la poesia e la scultura, accompagnato dalla pubblicazione di settanta suoi pensieri, che offrono al pubblico un raro sguardo sulla profondità del suo universo interiore. Poco dopo, in Bulgaria, la città di Shumen lo accoglie come presidente onorario dell’Associazione Bulgaria–Italia “Con il Vento Pace”, a testimonianza del valore universale della sua opera e del suo costante impegno per il dialogo tra i popoli.
Nel biennio 2008-2009 l’Accademia “Mihai Eminescu” sostiene ufficialmente la sua candidatura al Premio Nobel per la Pace, riconoscendo nella sua arte e nella sua instancabile attività culturale non solo un linguaggio estetico, ma un autentico strumento di costruzione di fraternità e riconciliazione.
Accanto ai premi, è altrettanto incomparabile la sua opera di collaboratore e promotore museale. Bianchi contribuisce con entusiasmo e creatività alla vita di istituzioni come il Museo dell’Informazione di Senigallia, il Museo della Mail Art di Montecarotto, il Museo degli Ex Libris di Jesi, e il Museo della Resistenza di Marzabotto, luoghi in cui la memoria storica e la ricerca artistica si incontrano. Parallelamente, la sua vocazione di fondatore trova forma in progetti originali e visionari, tra i quali spicca “Il Labirinto dei Musei di Vincenzo Bianchi”, uno spazio che riflette la sua idea di arte come cammino, esperienza e scoperta continua.
Le sue mostre attraversano i cinque continenti: dal Giappone al Canada, dall’Australia agli Stati Uniti, dalla Tunisia al Messico, dalla Francia all’Egitto, fino a Paesi come Jugoslavia, Grecia, Svizzera, Macedonia, Argentina, Ungheria, Bulgaria e Romania. Non meno intensi sono i viaggi di studio, che lo portano a confrontarsi con le tradizioni culturali di Germania, Polonia, Russia, Israele, Turchia, Spagna, Olanda, Inghilterra, Giordania, Siria, Mongolia e Cina.
Nell’opera di Bianchi la tecnica non è mai puro virtuosismo: si manifesta come uno strumento di conoscenza, un modo di leggere la realtà attraverso la sapienza manuale ereditata dal Rinascimento e insieme capace di dialogare con le grandi culture del mondo, anche non occidentali. Da questo intreccio nasce la sua cifra più originale: l’essere caposcuola dei “Nuovi Primitivi”, un movimento che riscopre le radici arcaiche dell’arte proiettandole nel presente. La sua visione anticipatrice lo porta persino a fondare, sul web, la prima “Repubblica degli artisti”, un luogo virtuale dove la creatività si fa comunità senza confini.